# Наташа Прах
Наташа Прах (словен. Nataša Prah; нар. 8 лютого 1970, Крань, Словенія) — словенський дипломат. Надзвичайний і Повноважний Посол Словенії в Україні у 2014 — 2018 роках.

## Життєпис
Народилась 8 лютого 1970 року в місті Крань, Словенія. У 1995 році закінчила Мариборський університет Марибор, Словенія, факультет права, міжнародного права. У 1996 році Віденську дипломатичну академію, Австрія.
З грудня 1995 по січень 1999 рр. — Аташе, Третій секретар, Департамент сусідніх країн та Департамент по зв'язкам з громадськістю, Міністерство закордонних справ Республіки Словенія
З січня 1999 по серпень 1999 рр. — відповідальна за консульські та політичні питання Посольства Республіки Словенія в Росії.
З вересня 1999 по вересень 2000 рр. — Радник Міністра, Департамент по зв'язкам з громадськістю.
З лютого 2000 по червень 2000 рр. — Начальник Департаменту із зв'язків з громадськістю МЗС Словенії.
З вересня 2000 по грудень 2000 рр. — Другий секретар Посольства Республіки Словенія в Туреччині.
З грудня 2000 по червень 2004 рр. — Начальник Департаменту із зв'язків з громадськістю Міністерства закордонних справ Республіки Словенія.
З вересня 2007 по серпень 2008 рр. — Радник Посольства Республіки Словенія в Україні, політичний радник Словенії під час головування в Євросоюзі.
З жовтня 2008 по грудень 2008 рр. — Тимчасовий повірений у справах, Повноважний Міністр Посольство Республіки Словенія в Україні.
З січня 2009 по квітень 2009 рр. — Повноважний Міністр, Заступник начальника Департаменту Східної Європи та Центральної Азії Міністерства закордонних справ Республіки Словенія.
З квітень 2009 по вересень 2010 рр. — Повноважний Міністр, Начальник Департаменту Східної Європи та Центральної Азії Міністерства закордонних справ Республіки Словенія
З вересня 2010 по вересень 2014 рр. — Тимчасовий повірений у справах Посольства Республіки Словенія в Києві, за сумісництвом в Республіці Вірменія, Грузія та Молдова.
З вересня 2014 року до 2018 року — Надзвичайний і Повноважний Посол Словенії в Україні. Після від'їзду з України працювала в МЗС Словенії (станом на липень 2022 року була Головою Дипломатичного протоколу МЗС Словенії).